# Transparent (prosvjed)
Transparenti se koriste na prosvjedima ili drugim događajima za izražavanje mišljenja. Obično se sastoje od komada tkanine, kojeg drže ili nose prosvjednici.